# Peleg
Peleg (hebräisch פֶּלֶג) ist ein im Alten Testament namentlich erwähnter Mann.

## Etymologie
Der hebräische Name פֶּלֶג bedeutet „Teilung“ und lässt sich vom Stamm פלג ableiten, welcher im Nifal „sich spalten“ bedeutet. Dies stellt einen Bezug zur Zerstreuung der Menschheit in Gen 11,1–9  her.

## Biblischer Bericht
Peleg, der Sohn Ebers, war laut Gen 11,18–19  30 Jahre alt, als er Regu zeugte. Danach lebte er noch 209 Jahre lang, zeugte Söhne und Töchter und starb im Alter von 239 Jahren.
Ein in Gen 10,25  erwähnter Bruder trägt den Namen Joktan. Zur Zeit Pelegs wird das Land geteilt.

## Erwähnung in den Jubiläen
Im Jubiläenbuch wird der Name seiner Mutter mit Azura, Tochter des Nebrod, angegeben (8,7). Seine Frau wird Lomna, Tochter des Sinear genannt (10,18). Der Name Peleg und der biblische Hinweis auf die Teilung des Landes wird in Bezug auf eine Aufteilung des Landes unter den Söhnen Noachs gedeutet.